# Stenopogon kaltenbachi
Stenopogon kaltenbachi là một loài ruồi trong họ Asilidae. Stenopogon kaltenbachi được Engel miêu tả năm 1929. Loài này phân bố ở vùng Cổ Bắc giới.